# Apex (producent muzyczny)
Apex, właściwie William Stanberry – amerykański DJ, producent muzyczny i piosenkarz oraz raper. Założyciel wytwórni muzycznej Apex Productionz. Znany najbardziej z singla 50 Cent'a – "I Get Money".
Stanberry wychowywał się w dzielnicy Bedford-Stuyvesant na Brooklyn'ie. W wieku szesnastu lat rozpoczął DJ-ing i udzielał się jako raper. Jego pierwszym winylem była płyta Doggystyle, rapera Snoop Dogg'a. Inspiruje się takimi artystami jak Dr. Dre, Erick Sermon, DJ Premier i Gang Starr.

## Wyprodukowane utwory
| Rok  | Wykonawca/Album                 | Utwór                                                                                            | Źródło |
| ---- | ------------------------------- | ------------------------------------------------------------------------------------------------ | ------ |
| 2006 | Akir – Legacy                   | - "Legacy" (featuring Mas D & Veks One)                                                          | [ 3 ]  |
| 2007 | 50 Cent – Curtis                | - "I Get Money" - "I Get Money (Forbes 1-2-3 Remix)" (featuring Diddy & Jay-Z) (utwór dodatkowy) | [ 4 ]  |
| 2008 | Prodigy – H.N.I.C. Pt. 2        | - "When I See You" - "It's Nothing" (featuring Big Noyd)                                         | [ 5 ]  |
| 2012 | 40 Glocc – New World Agenda     | - "One Day At A Time" - "Zooin It"                                                               | [ 6 ]  |
| 2012 | Nyce – Money Doesn't Lie to You | - "Maniac" - "Don't Fuck With Me" (featuring Young Hot Rod)                                      | [ 7 ]  |